# Серго (село)
Серго (укр. Серго) — село,
Волковский сельский совет,
Кегичёвский район,
Харьковская область, Украина.
Код КОАТУУ — 6323181003. Население по переписи 2001 года составляет 181 (86/95 м/ж) человек.

## Географическое положение
Село Серго находится на правом берегу реки Можарка, выше по течению на расстоянии в 4 км расположено село Мажарка, ниже по течению на расстоянии в 3,5 км расположено село Котовка (Зачепиловский район).
Через село проходит автомобильная дорога Т-2118.
На расстоянии в 3 км от села проходит автомобильная дорога E 105 (М-18).
В селе несколько запруд.

## История
- 1930 — дата основания.

## Экономика
- Молочно-товарная ферма.